# Venera 4
Venera 4 (tiếng Nga: Венера-4 có nghĩa là Sao Kim 4), cũng được gọi là 1V (V-67) s/n 310 là một thiết bị thăm dò trong chương trình Venera của Liên Xô để thăm dò sao Kim. Thiết bị thăm dò bao gồm một thiết bị thăm dò hạ cánh, được thiết kế để đi vào bầu khí quyển sao Kim và thả dù xuống bề mặt, và tàu vũ trụ/tàu sân bay, mang theo thiết bị thăm dò tới Sao Kim và cũng phục vụ như một trạm trung chuyển thông tin cho thiết bị thăm dò hạ cánh.
Năm 1967, đây là cuộc thăm dò thành công đầu tiên để thực hiện phân tích tại chỗ về môi trường của một hành tinh khác. Nó cũng có thể là cuộc thăm dò đầu tiên hạ cánh trên một hành tinh khác, khi số phận của người tiền nhiệm Venera 3 không rõ ràng. Venera 4 cung cấp phân tích hóa học đầu tiên của khí quyển Sao Kim, cho thấy nó chủ yếu là cacbon dioxide với một vài phần trăm nitơ và dưới một phần trăm oxy và hơi nước. Trạm phát hiện một từ trường yếu và không có trường bức xạ. Lớp khí quyển bên ngoài chứa rất ít hydro và không có oxy nguyên tử. Thiết bị thăm dò đã gửi các phép đo trực tiếp đầu tiên chứng minh rằng sao Kim cực kỳ nóng, bầu không khí của nó còn đặc hơn nhiều so với dự kiến, và nó đã mất hầu hết lượng nước của nó từ lâu.

## Thiết kế
Tàu vũ trụ mang thiết bị dò chính 4 có chiều cao 3,5 mét, các tấm pin mặt trời kéo dài 4 mét và có diện tích 2,5 mét vuông. Tàu vũ trụ bao gồm một từ kế dài 2 mét, một máy dò ion, một máy dò tia vũ trụ và một máy quang phổ tia cực tím có khả năng phát hiện khí hydro và oxy. Các thiết bị được dự định hoạt động cho đến khi nhập vào bầu khí quyển cúa sao Kim. Tại thời điểm đó, tàu vũ trụ được thiết kế để giải phóng khối thiết bị thăm dò và sau đó tan rã. Phần phía sau của tàu vũ trụ chứa một bộ đẩy nhiên liệu lỏng có khả năng điều chỉnh quá trình bay. Chương trình bay được lên kế hoạch bao gồm hai lần điều chỉnh đáng kể, với mục đích mà trạm có thể nhận và thực hiện lên đến 127 lệnh khác nhau được gửi từ Trái Đất.
Phần phía trước của tàu vũ trụ có chứa một thiết bị dùng để hạ cánh hình cầu gần 1 mét và có trọng lượng 383 kilôgam. So với các thiết bị thăm dò Venera (thất bại) trước đó, thiết bị hạ cánh chứa một lá chắn nhiệt được cải thiện có thể chịu được nhiệt độ lên tới 11.000 °C (19.800 °F). Thay vì thiết kế làm mát dựa trên chất lỏng trước đó, một hệ thống làm mát dùng khí đơn giản và đáng tin cậy hơn đã được lắp đặt. Độ bền của thiết bị hạ cánh được kiểm tra bằng cách để nó tiếp xúc nhiệt độ cao, áp lực và gia tốc bằng cách sử dụng ba cài đặt thử nghiệm duy nhất. Khả năng chịu nhiệt được kiểm tra trong một hệ thống chân không ở nhiệt độ cao mô phỏng các tầng trên của khí quyển. Thiết bị hạ cánh cũng được điều áp lên đến 25 atm. (Áp lực bề mặt trên sao Kim vẫn chưa được xác định tại thời điểm đó. Ước tính dao động từ vài atm đến hàng trăm atm). Cuối cùng, nó đã được tăng tốc lên đến 450g trong một máy ly tâm. Thử nghiệm máy ly tâm làm nứt các linh kiện điện tử và khung cáp, tất cả được thay thế ngay trước khi phóng tàu. Thời gian khởi chạy khá sít sao, để không bỏ lỡ cửa sổ khởi động — những ngày trong năm khi con đường từ Trái Đất đến sao Kim ít đòi hỏi năng lượng nhất.
Thiết bị thăm dò có thể nổi trong trường hợp hạ cánh xuống nước. Xem xét khả năng hạ cánh như vậy, các nhà thiết kế của nó đã tạo khóa của thiết bị bằng đường; có nghĩa là cửa sẽ hòa tan trong nước lỏng, giải phóng các anten phát sóng. Thiết bị thăm dò chứa một hệ thống giảm xóc rung mới được phát triển và dù của nó có thể chống lại nhiệt độ lên đến 450 °C.
Thiết bị thăm dò gồm có một thiết bị đo độ cao, kiểm soát nhiệt, dù và thiết bị để thực hiện các phép đo khí quyển. Thiết bị này bao gồm một nhiệt kế, phong vũ biểu, tỷ trọng kế, máy đo độ cao và một bộ công cụ phân tích khí. Dữ liệu được gửi bằng hai máy phát ở tần số 922 MHz và tốc độ 1 bit/s; các phép đo được gửi một lần mỗi 48 giây. Các máy phát được kích hoạt bởi việc triển khai dù ngay sau khi áp suất bên ngoài đạt tới 0,6 khí quyển tiêu chuẩn (61 kPa), được cho là xảy ra ở độ cao khoảng 26 km (16 dặm) trên bề mặt hành tinh. Các tín hiệu được nhận bởi nhiều trạm, bao gồm Đài thiên văn Jodrell Bank.
Thiết bị thăm dò được trang bị một pin có thể sạc lại với công suất đủ 100 phút để cấp nguồn cho các hệ thống đo lường và máy phát. Để tránh bị dò pin trong chuyến bay đến sao Kim, pin được sạc lại bằng cách sử dụng các tấm pin mặt trời của tàu vũ trụ mẹ. Trước khi ra mắt, toàn bộ trạm Venera 4 đã được khử trùng để ngăn chặn sự nhiễm bẩn sinh học có thể xảy ra của sao Kim.

## Nhiệm vụ
Hai thiết bị thăm dò 4V-1 giống hệt nhau đã được phóng vào tháng 6 năm 1967. Chiếc máy dò đầu tiên, Venera 4, được phóng vào ngày 12 tháng 6 bởi một tên lửa mang tên Molniya-M bay từ sân bay vũ trụ Baikonur. Một đợt điều chỉnh đường đi được thực hiện vào ngày 29 tháng 7 khi nó cách Trái Đất 12 triệu km; nếu không thì thiết bị thăm dò sẽ bỏ qua Sao Kim. Mặc dù đã có hai lần điều chỉnh như vậy, nhưng điều chỉnh đầu tiên là đủ chính xác và do đó sự điều chỉnh thứ hai đã bị hủy bỏ. Vào ngày 18 tháng 10 năm 1967, phi thuyền vũ trụ tiến vào bầu khí quyển sao Kim với một nơi đổ bộ ước tính gần 19°N 38°E. Cuộc thăm dò thứ hai, Kosmos 167, được phóng vào ngày 17 tháng 6 nhưng không thể rời khỏi quỹ đạo thấp gần Trái Đất.
Trong quá trình xâm nhập vào bầu khí quyển sao Kim, nhiệt độ lá chắn nhiệt tăng lên đến 11.000 °C (19.800 °F) và tại một thời điểm mức giảm tốc cabin đạt 300g. Việc hạ cánh kéo dài 93 phút. Thiết bị hạ cánh triển khai dù của nó ở độ cao khoảng 52 km (32 dặm), và bắt đầu gửi dữ liệu về áp suất, nhiệt độ và thành phần khí trở lại Trái Đất. Việc kiểm soát nhiệt độ giữ bên trong thiết bị ở mức -8 °C (18 °F). Nhiệt độ ở 52 km được ghi nhận là 33 °C (91 °F), và áp suất dưới 1 atm (100 kPa). Vào thời điểm cuối của quá trình rơi từ 26 km, nhiệt độ đạt đến 262 °C (504 °F) và áp lực tăng lên 22 atm (2.200 kPa), và việc truyền tín hiệu chấm dứt. Thành phần khí quyển đo được cho thấy có 90-93% carbon dioxide, 0,4-0,8% oxy, 7% nitơ và 0,1–1,6% hơi nước.